# FanDuel Sports Network Wisconsin
Bally Sports Wisconsin anciennement Fox Sports Wisconsin est une chaîne de télévision sportive régionale américaine qui diffuse des événements sportifs dans l'État du Wisconsin et appartient à Diamond Sports Group.
Entre 1996 et 2007, un sous-canal de Fox Sports North était distribué dans le Wisconsin. La chaîne a été lancée le 1er avril 2007, qui coïncide avec le début de la saison des Brewers de Milwaukee.

## Programmation
La chaîne diffuse les matchs des équipes professionnelles suivantes :
- Brewers de Milwaukee (MLB)
- Bucks de Milwaukee (NBA)
- Wild du Minnesota (NHL) (via Fox Sports North)

ainsi que la couverture des sports collégiaux suivants :
- Wisconsin Interscholastic Athletic Association
- Big East Conference
- Big Ten Conference

Plusieurs matchs de Fox Sports North.